# Biung Wang
Biung Wang (chinoises : 王宏恩 ; Bunun : Biung Sauhluman Tankisia Takisvislainan Tak-Banuaz) , de son nom de naissance Wang Hong En (王宏恩), est un acteur et chanteur taïwanais né le 26 juillet 1975.

## Série TV
- The Pursuit of Happiness (TTV, 2013)

## Génériques
- Ni Shuo Ni Bu Kuai Le, générique de fin de Die Sterntaler (2012)
- Xing Kong Xia De Nu Hai (星空下的女孩) The Girl Under the Star, musique de Die Sterntaler (2012)
- Kan Jian (看見) Seen, générique de fin de Once Upon a Love (2012)
- Xian Zai Kai Shi, musique de In Time With You (2011)
- Xiang Qian Chong (向前衝) Charging Ahead, générique de Hero Daddy (2010)